# Etymologie der Begriffe „Rumänien“ und „Rumäne“
Der rumänische Begriff România (Rumänien) kommt vom rumänischen Român (Rumäne), was seinerseits eine Fortsetzung des lateinischen romanus (Römer, römisch) darstellt.

## Etymologie des EthnonymsRumäne(român)
Einen schriftlichen Hinweis auf den Begriff Rumäne könnte das Nibelungenlied enthalten:
„Der herzoge Ramunch vzer Vlâchen lant/mit Sibenhunduert mannen chom er fvr si gerant/sam die wilden vogele so sah man si varn“. Argumentiert wird, dass „Ramunch, der Fürst aus dem Walachenland“, auf die Volksbezeichnung Român hindeutet.
Die ältesten bekannten Dokumente, welche den Begriff Rumäne attestieren, stammen von Berichten italienischer Humanisten, die im 16. Jahrhundert zumeist vom Papst auf Erkundungsreise durch Siebenbürgen, die Walachei und Moldau gesandt wurden. So schreibt Tranquillo Andronico in 1534, dass die Rumänen („Valachi“) „sich selber Römer nennen“. Während er den Gouverneur Aloisio Gritti durch Siebenbürgen, die Walachei und Moldawien begleitete, merkt Francesco della Valle im Jahre 1532 an, dass die Rumänen „sich selber als Römer in ihrer Sprache bezeichnen“. Er zitiert sogar einen rumänischen Satz: „Sti rominest ?“ („kannst Du rumänisch ?“, Rum.:„știi românește ?“). Nach einer Reise nach Siebenbürgen, Walachei und Moldawien berichtet Ferrante Capeci gegen 1575, dass die Einwohner dieser Provinzen sich selbst Rumänen („romanesci“) nennen. Pierre Lescalopier schreibt im Jahre 1574, dass all jene, die Moldawien, Walachei und die meisten Teile Siebenbürgens bewohnen, „sich echte Nachfahren von Römern und ihre Sprache ‚romanechte‘, das heißt ‚römisch‘, nennen.“
Weitere Informationen über die eigene Volksbezeichnung der Rumänen liefern Gelehrte, die in direkten Kontakt mit diesen gekommen sind. So berichtet der siebenbürgische Humanist Johann Lebel im Jahre 1542, dass „die Rumänen „Romuini“ sich selber nennen“, während der polnische Historiker Orichovius (Stanislaw Orzechowski) 1554 schreibt, dass die Rumänen „in ihrer Sprache Romini nach den Römern, in unserer Sprache (Polnisch) Walachen, nach den Italienern, genannt werden“. Der ungarische Primat und Diplomat Anton Verancsics schreibt im Jahre 1570, dass „die Rumänen sich Römer nennen“ und der siebenbürgische Ungar Martinus Szent-Ivany zitiert im Jahre 1699 rumänische Ausdrücke wie: „Sie noi sentem Rumeni“ („auch wir sind Rumänen“, Rum.: „Și noi suntem români“) und „Noi sentem di sange Rumena“ („wir sind rumänischen Blutes“, Rum.: „Noi suntem de sânge român“). Der italienisch-kroatische Historiker Johannes Lucius publiziert in 1666: „Doch die heutigen Walachen, welche walachische Sprache sie auch immer sprechen, nenen sich selber nicht Wlachen oder Walachen sondern Rumänen und sich der Herkunft von den Römern rühmen und sie bekennen die Römische sprache zu sprechen“.
Rumänische Autoren des 17. und 18. Jahrhunderts wie Grigore Ureche, Miron Costin, Constantin Cantacuzino, oder Dimitrie Cantemir gehen ausführlich auf die eigene Volksbezeichnung der Rumänen („român“), auf ihre Ursprünge sowie auf den Unterschied zwischen der Fremd- (Walache) und der Eigenbezeichnung (Rumäne) in der Geschichtsschreibung ein.
Historische Dokumente weisen zwei Schreibweisen für Rumäne auf: român und rumân. Mehrere Jahrhunderte lang werden beide Schreibweisen undifferenziert eingesetzt, manchmal innerhalb desselben Satzes.
Die ethnosprachliche Bezeichnung rumân/român besaß im Mittelalter auch die Bedeutung von gemeinem Volk. Während des 17. Jahrhunderts, als sich die Leibeigenschaft massenhaft verbreitet, wird das gemeine Volk immer mehr zu Leibeigener, so dass durch einen Prozess der semantischen Differenzierung die vorherrschende Sprechform rumân die Bedeutung Leibeigener gewinnt, während die Sprechform român ihre ethnosprachliche Bedeutung behält. Nach der Abschaffung der Leibeigenschaft durch den Fürsten Constantin Mavrocordat gegen 1746 geht die Form rumân allmählich aus der Sprache verloren und die Sprechform român stabilisiert sich definitiv nach 1830.

## Etymologie des LandesnamensRumänien(România)

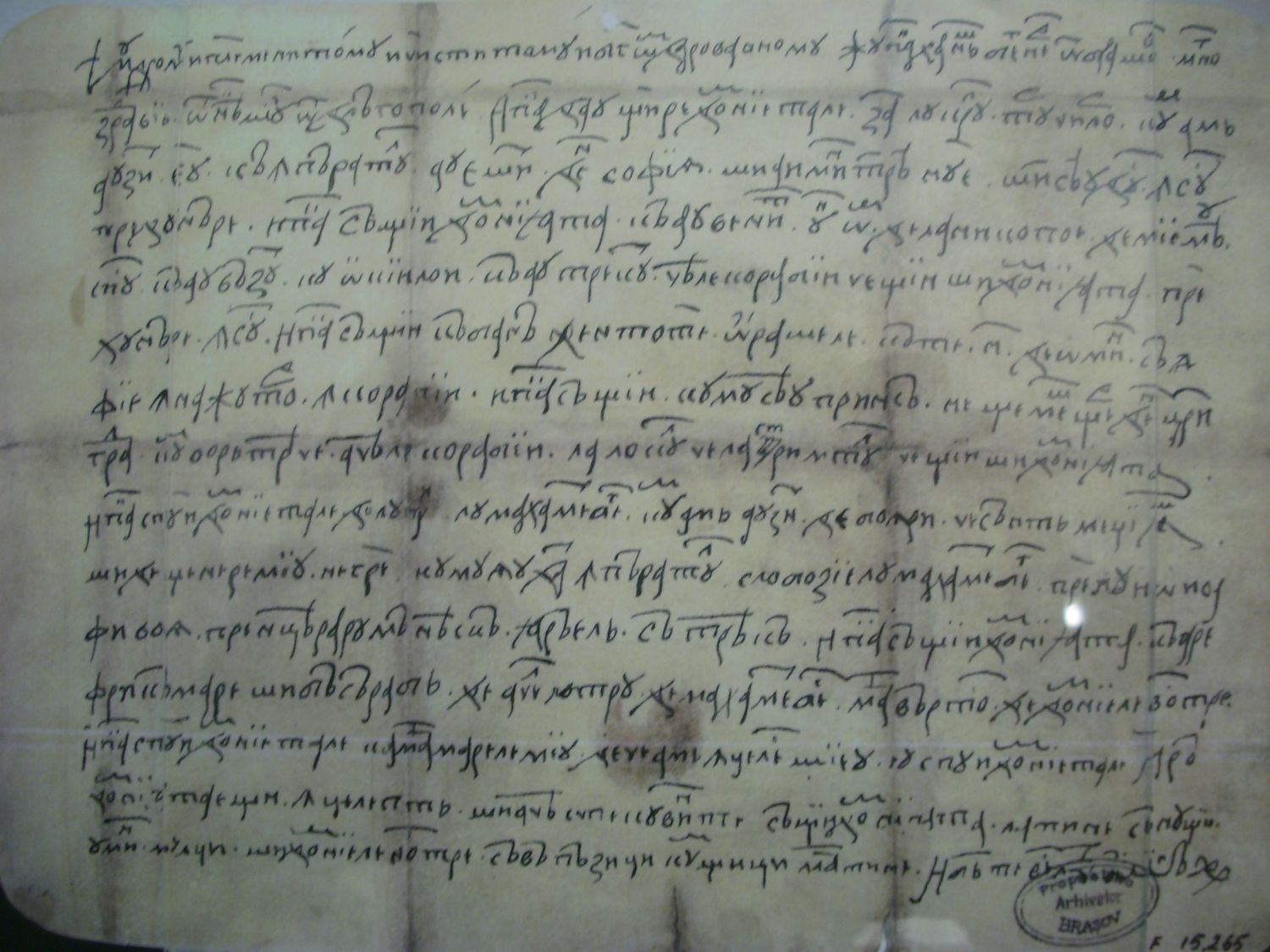
Das bekannteste Dokument mit dem Landesnamen Rumänisches Land

Einen ersten Hinweis auf eine Ortsbezeichnung mit der Angabe rumänisch enthält ein Manuskript des Werkes Getica (1. Hälfte 6. Jhdt.): „…Sclavini a civitate nova et Sclavino Rumunense et lacu qui appellantur Mursianus…“. Die Ortsbezeichnung Sclavino Rumunense ist eine spätere, im Hochmittelalter vorgenommene Interpolation im Jordanschen Text.
Das bekannteste Schriftstück mit dem rumänischen Landesnamen der Walachei ist ein Brief des Kaufmannes Neacșu an den Bürgermeister von Brașov (Kronstadt) aus dem Jahr 1521. In diesem Text wird das von Fremden als Fürstentum Walachei bezeichnete Land auf Rumänisch Rumänisches Land (orig.: Tera Rumăneasca) genannt.
Im 17. Jahrhundert bezeichnet der rumänische Chronist Miron Costin nachdrücklich die Fürstentümer Walachei und Moldawien sowie die in Siebenbürgen lebenden Rumänen als rumänisch.
In seiner Geschichte des Rumänischen Landes (Geschichte der Walachei) (verfasst um 1690) erklärt Constantin Cantacuzino die Ursprünge der Bezeichnung rumänisch für Siebenbürgen, Walachei und Moldawien.
Im 18. Jahrhundert bezeichnet der Gelehrte und Fürst Dimitrie Cantemir systematisch die drei von Rumänen bewohnten Fürstentümer als Rumänisches Land.
In seiner modernen Bedeutung wird der Begriff Rumänien Anfang des 19. Jahrhunderts attestiert.
Die Entstehungsgeschichte des Begriffes Rumänien (România) folgt nicht der Regel des Wortbaus für Ländernamen im Rumänischen, wonach dem jeweiligen Ethnonym das Suffix –ia unter Beibehaltung des Akzentes zugefügt wird, wie in: „grec“ → „Grecia“, „bulgar“ → „Bulgaria“, „rus“ → „Rusia“ usw. Als Eigenbezeichnung entstand der Begriff România aus dem Ethnonym român und dem Suffix –ie und deutete auf einen abgeleiteten Stand hin, wie in: moș → moșie, domn → domnie, (Herr → Herrschaft) boier → boierie. Ursprünglich mag der Begriff românie tatsächlich gleichsam Rumänenschaft bedeutet haben, so wie es Nicolae Iorgas Theorie der Romaniae nahelegt, nämlich die Entstehung selbstorganisierten romanophonen Bauerngemeinschaften im mittelalterlichen Europa. Bevor der Begriff România seine moderne nationsbezogene Bedeutung bekommen hat, besaß er also eine begrenzte und lokale Bedeutung als soziale und ethnosprachliche Bezeichnung.